# 杏齒龍屬
杏齒龍屬（學名：Amygdalodon）是蜥腳下目恐龍的一屬，是一種長頸的四足植食性恐龍，生存於侏羅紀。杏齒龍約為15公尺長，4公尺高。体形中等，體重約達24公噸。
模式種是巴塔哥尼亞杏齒龍（A. patagonicus），是由Cabrera在1947年敘述、命名。由於牠的牙齒形狀像杏仁，因此以古希臘文的「杏仁」及「牙齒」來命名，中文也翻譯為杏齒龍。
化石發現於阿根廷，化石只有幾根骨頭碎片及牙齒。關於杏齒龍的資料甚少，但卻是目前唯一在南美洲發現的侏羅紀恐龍。杏齒龍通常被認為是疑名。

## 外部連結
- DinoDictionary （页面存档备份，存于）